# Gina Lückenkemper
Gina Lückenkemper (Hamm, 21 novembre 1996) è una velocista tedesca, campionessa europea dei 100 metri piani e della staffetta 4×100 metri a Monaco di Baviera 2022.
In carriera è stata campionessa nei 200 metri piani agli europei juniores di Eskilstuna 2015, oltre ad aver vinto una medaglia di bronzo nei 200 metri piani e nella staffetta 4×100 metri agli europei di Amsterdam 2016.

## Biografia
Nell'estate del 2015 partecipa agli europei juniores di Eskilstuna. Superate con facilità batterie (dove stabilisce un nuovo personale di 23"04) e semifinali, approda alla finale dei 200 metri, che riesce tranquillamente a vincere con il tempo di 22"41, davanti a Shannon Hylton (22"73) e Maroussia Pare (23"05). La prestazione migliorerebbe ulteriormente il suo record personale, ma il vento è di +2,6 m/s e il tempo non può essere omologato come primato. Il giorno seguente tenta la fortuna anche nella staffetta 4×100 metri, assieme a Nina Braun, Lisa Mayer e Tracey Schulz, ma la squadra tedesca non riesce a terminare la gara.
Poco tempo dopo prende parte ai mondiali di Pechino 2015. Apre la sua rassegna mondiale il 23 agosto, realizzando nel turno preliminare un tempo di 11"34, che sfiora di poco il passaggio in semifinale. Sei giorni dopo corre la staffetta 4×100 metri insieme a Rebekka Haase, Alexandra Burghardt e Verena Sailer, in rappresentanza della Germania, che con un primato stagionale di 42"64 agguanta la quinta piazza in finale.
Agli europei di Amsterdam 2016 ottiene due medaglie di bronzo. La prima arriva in occasione della finale dei 200 metri, dove segue Dina Asher-Smith e Ivet Lalova-Collio con una prestazione di 22"64. Il secondo bronzo arriva nella staffetta 4×100 (in squadra con la diciannovenne vi sono Tatjana Pinto, Lisa Mayer e Rebekka Haase), con il quartetto tedesco di poco dietro a Olanda e Regno Unito.
Nell'estate del 2017 rappresenta la Germania agli europei a squadre di Lilla, ottenendo dapprima un secondo posto nei 200 metri piani in 11"35, tra la vincitrice Carolle Zahi (11"19) e la terza classificata Corinne Humphreys (11"50). Per la ragazza di Hamm arriverà anche un oro nella 4×100 metri (42"47 da record dei campionati con Lara Matheis, Alexandra Burghardt e Rebekka Haase).
Agli europei di Monaco di Baviera 2022 ottiene la medaglia d'oro sui 100 m piani col tempo di 10"99, lo stesso tempo della favorita svizzera Mujinga Kambundji, dopo una rimonta prodigiosa, al termine della quale il fotofinish ha decretato la vittoria della tedesca con 5 millesimi di vantaggio sulla elvetica.

## Progressione

### 100 metri piani
| Stagione | Tempo | Luogo    | Data      | Rank. Mond. |
| -------- | ----- | -------- | --------- | ----------- |
| 2017     | 10"95 | Londra   | 5-8-2017  |             |
| 2016     | 11"04 | Mannheim | 29-7-2016 |             |
| 2015     | 11"25 | Wetzlar  | 13-6-2015 |             |
| 2014     | 11"54 | Gladbeck | 7-6-2014  |             |
| 2013     | 11"61 | Weinheim | 25-5-2013 |             |
| 2012     | 11"89 | Mannheim | 23-6-2012 |             |

### 200 metri piani
| Stagione | Tempo | Luogo      | Data      | Rank. Mond. |
| -------- | ----- | ---------- | --------- | ----------- |
| 2017     | 23"04 | Oslo       | 15-6-2017 |             |
| 2017     | 23"04 | Oordegem   | 3-6-2017  |             |
| 2016     | 22"67 | Ratisbona  | 5-6-2016  |             |
| 2015     | 23"04 | Eskilstuna | 17-7-2015 |             |
| 2015     | 23"04 | Mannheim   | 28-6-2015 |             |
| 2014     | 23"26 | Wesel      | 15-6-2014 |             |
| 2013     | 23"35 | Mannheim   | 30-6-2013 |             |
| 2012     | 23"98 | Barcellona | 12-7-2012 |             |

## Palmarès
| Anno | Manifestazione  | Sede           | Evento      | Risultato  | Prestazione | Note                                     |
| ---- | --------------- | -------------- | ----------- | ---------- | ----------- | ---------------------------------------- |
| 2012 | Mondiali U20    | Barcellona     | 200 m piani | Semifinale | 23"99       |                                          |
| 2013 | Mondiali U18    | Donec'k        | 200 m piani | 5ª         | 23"53       |                                          |
| 2014 | Mondiali U20    | Eugene         | 200 m piani | 8ª         | 23"50       |                                          |
| 2014 | Mondiali U20    | Eugene         | 4×100 m     | Bronzo     | 44"65       |                                          |
| 2015 | Europei U20     | Eskilstuna     | 200 m piani | Oro        | 22"41       |                                          |
| 2015 | Europei U20     | Eskilstuna     | 4×100 m     | Batteria   | dnf         |                                          |
| 2015 | Mondiali        | Pechino        | 100 m piani | Batteria   | 11"34       |                                          |
| 2015 | Mondiali        | Pechino        | 4×100 m     | 5ª         | 42"64       | Miglior prestazione personale stagionale |
| 2016 | Europei         | Amsterdam      | 200 m piani | Bronzo     | 22"74       |                                          |
| 2016 | Europei         | Amsterdam      | 4×100 m     | Bronzo     | 42"48       |                                          |
| 2016 | Giochi olimpici | Rio de Janeiro | 200 m piani | Semifinale | 22"73       |                                          |
| 2016 | Giochi olimpici | Rio de Janeiro | 4×100 m     | 4ª         | 42"10       |                                          |
| 2017 | World Relays    | Nassau         | 4×200 m     | Argento    | 1'30"68     | Miglior prestazione personale stagionale |
| 2017 | Mondiali        | Londra         | 100 m piani | Semifinale | 11"16       |                                          |
| 2017 | Mondiali        | Londra         | 4×100 m     | 4ª         | 42"36       |                                          |
| 2018 | Europei         | Berlino        | 100 m piani | Argento    | 10"98       | Miglior prestazione personale stagionale |
| 2018 | Europei         | Berlino        | 4×100 m     | Bronzo     | 42"23       | Miglior prestazione personale stagionale |
| 2019 | World Relays    | Yokohama       | 4×100 m     | Bronzo     | 43"68       |                                          |
| 2019 | Mondiali        | Doha           | 100 m piani | Semifinale | 11"30       |                                          |
| 2019 | Mondiali        | Doha           | 4×100 m     | 5ª         | 42"48       |                                          |
| 2021 | Giochi olimpici | Tokyo          | 4×100 m     | 5ª         | 42"12       |                                          |
| 2022 | Mondiali indoor | Belgrado       | 60 m piani  | Batteria   | 7"33        |                                          |
| 2022 | Mondiali        | Eugene         | 100 m piani | Semifinale | 11"08       |                                          |
| 2022 | Mondiali        | Eugene         | 4×100 m     | Bronzo     | 42"03       | Miglior prestazione personale stagionale |
| 2022 | Europei         | Monaco         | 100 m piani | Oro        | 10"99       | =                                        |
| 2022 | Europei         | Monaco         | 4×100 m     | Oro        | 42"34       |                                          |
| 2023 | Mondiali        | Budapest       | 100 m piani | Semifinale | 11"18       |                                          |
| 2023 | Mondiali        | Budapest       | 4x100 m     | 6ª         | 42"98       |                                          |
| 2024 | World Relays    | Nassau         | 4x100 m     | 4ª         | 42"93       |                                          |
| 2024 | Europei         | Roma           | 100 m piani | 5ª         | 11"07       |                                          |
| 2024 | Europei         | Roma           | 4x100 m     | 4ª         | 42"61       |                                          |
| 2024 | Giochi olimpici | Parigi         | 100 m piani | Semifinale | 11"09       |                                          |
| 2024 | Giochi olimpici | Parigi         | 4x100 m     | Bronzo     | 41"97       |                                          |

## Altre competizioni internazionali
2017
- Campionati europei a squadre di atletica leggera ( Villeneuve-d'Ascq)